# Jezioro Rogowskie
Jezioro Rogowskie – jezioro w woj. kujawsko-pomorskim, w powiecie żnińskim, w gminie Rogowo (jak również lokalizacyjne w samej wsi Rogowo), leżące na terenie Pojezierza Gnieźnieńskiego.
Jezioro jest otoczone głównie obszarami leśnymi. Niedaleko znajduje się Jezioro Rogowskie Małe. Przez rzekę Wełnę połączone jest z jeziorem Zioło.

## Dane morfometryczne
Powierzchnia zwierciadła wody według różnych źródeł wynosi od 262,5 ha do 285,3 ha do 293 ha.
Zwierciadło wody położone jest na wysokości 92,5 m n.p.m. lub 93,5 m n.p.m. Średnia głębokość jeziora wynosi 4,3 m, natomiast głębokość maksymalna 14,3 m.
W oparciu o badania przeprowadzone w 2001 roku wody jeziora zaliczono wody jeziora zaliczono do wód pozaklasowych i III kategorii podatności na degradację.
W roku 1985 wody jeziora również zaliczono do wód pozaklasowych.